# Tylomelania kruimeli
Tylomelania kruimeli е вид коремоного от семейство Pachychilidae. Видът е критично застрашен от изчезване.

## Разпространение
Разпространен е в Индонезия (Сулавеси).